# Maison métallique des Forges de Strasbourg
La Maison métallique des Forges de Strasbourg, est une maison du XXe siècle qui se dresse sur le territoire de la commune française du Grand-Quevilly, dans le département de la Seine-Maritime, en région Normandie.
La maison est inscrite aux monuments historiques depuis 2012.

## Localisation
La maison est située sur la commune du Grand-Quevilly, 10 rue de l'Industrie, dans le département français de la Seine-Maritime.

## Historique
La maison est réalisée dans le deuxième quart du XXe siècle par la société des Forges de Strasbourg.
Elle est l’œuvre d'Adrien Brelet, André Le Donné et Oscar Nitzchké.
Construit à partir d'une structure métallique et d'éléments préfabriqués, ce type de logement à bon marché est conçu par la société des Forges de Strasbourg pour plusieurs cités cheminotes en France comme à Nantes, Le Mans, Thouars et à Rouen et ses environs. 
Cette société a lancé un concours en 1928 pour la production de logements métalliques en série. 
500 maisons de ce type sont construites en 1929 et 1930 pour l'administration des chemins de fer de l'État.

## Description
L'édifice est construit en métal et a conservé ses éléments de gros œuvre et de second œuvre.
Les façades sont composées de tôles ondulées peintes en vert, couleur des voitures voyageurs et des locomotives à vapeur.

## Protection aux monuments historiques
La maison est inscrite par arrêté du 30 juillet 2012.